# Radu Agent
Radu Agent (9 februarie 1925, Brăila – 25 iulie 2000, Budapesta) a fost un inginer constructor, cu o activitate importantă în știința și tehnica betonului armat din țară (discipol al prof. Mihail Hangan, întemeietorul școlii românești de beton armat). 

## Studii
A urmat Liceul „Vasile Alecsandri” din Galați (1934-1942) și Politehnica din București - Facultatea de Construcții (1942-1947). Doctor în științe tehnice (1970). 

## Activitatea profesională
A funcționat la Direcția de construcții a Întreprinderii de Tramvaie București, la Comitetul de Stat pentru Construcții, Arhitectură și Sistematizare și la Institutul de Construcții din Capitală: asistent (1948 - 1955), șef de lucrări (1955 - 1968), conferențiar (1968 - 1973), profesor (1973 - 1987), profesor consultant (1987 - 2000). Cercetări privind metoda iterativă, folosită la rezolvarea sistemelor de ecuații liniare, repartiția debitelor în conducte inelare de apă și gaz și metoda coeficienților nedeterminați (Cross). A formulat o teorie inginerească devenită celebră pentru calculul plăcilor curbe subțiri cilindrice, scurte și lungi, care se constituie drept una din cele mai valoroase construcții ale inginerilor români de dezvoltarea calculului structural pe plan internațional.
Este autor a numeroase studii și articole comunicate la întruniri științifice și publicate în reviste din țară și străinătate, precum și a unor memorii, lucrări didactice și monografii din care menționăm: Sisteme reticulare nedeterminate (1970); Asupra domeniului de aplicare a metodelor din calculul sistemelor de bare la structuri formate din plăci plane și curbe (1972); Calculul rigidităților diafragmelor pline și cu goluri la clădiri etajate (1974); Construcții din beton armat (1975); Metode simplificatoare pentru calculul structurilor cu diafragme (1976, în colab.); Construcții din beton armat cu stâlpi zvelți (1979, în colab.); Calculul structurilor cu diafragme din beton armat, vol. I (1982, în colab.), vol. al II-lea (1983); Lexicon de construcții și arhitectură (1985, în colab.); Îndrumar pentru calculul și alcătuirea elementelor structurale de beton armat (1992). Membru fondator al Institutului de Proiectări pentru Construcții.